# Aristolochiaceae
Aristolochiaceae су фамилија скривеносеменица из реда Piperales. Обухватају 8 родова са око 600 врста у тропским и суптропским пределима. Класификационе схеме се слажу да је положај фамилије међу примитивним скривеносеменицама. Поједине схеме их убрајају у сопствени ред (Aristolochiales), док новије (међу њима APG II) убрајају фамилију Aristolochiaceae у ред Piperales. У ову фамилију спадају вишегодишње биљке са пузећим или кртоластим ризомом. Цветови су појединачни са целим ободом. прашника има од 6 до 12 и налазе се на врху плодника.
Биљке ове фамилије су већином вишегодишње, зељасте ниске биљке, дрвенасте повијуше или лијане. Листови су углавном срцасти, и не постоје лисни залисци.

## Списак родова
- : вучја јабука, кокотиња
- : копитњак